# 고창 선운사 도솔암 금동지장보살좌상
고창 선운사 도솔암 금동지장보살좌상(高敞 禪雲寺 兜率庵 金銅地藏菩薩坐像)은 전북특별자치도 고창군 선운사에 있는, 고려시대의 불상이다. 1963년 1월 21일 대한민국의 보물 제280호로 지정되었다.

## 개요
고창 선운사 도솔암 금동지장보살좌상(高敞 禪雲寺 兜率庵 金銅地藏菩薩坐像)은 청동 불상 표면에 도금한 불상으로 선운사 도솔암에 모셔져 있다. 머리에는 두건(頭巾)을 쓰고 있는데, 고려 후기의 지장보살 그림에서 보이는 양식이다.
이 보살상은 선운사 금동보살좌상(보물 제279호)과 두건을 쓴 모습, 목걸이 장식, 차분한 가슴표현 등에서 서로 닮았지만, 이마에 두른 띠가 좁아지고 귀를 덮어내리고 있지 않으며 용모 등에서 수법이 다르다. 
일반적으로 지장보살은 다른 불상들과 달리 머리에 두건을 쓰고 있으며, 지옥에서 고통받는 중생을 구제한다는 의미를 가진다. 둥근 얼굴은 단아한 인상이며, 목에서 어깨로 내려가는 선은 부드럽다. 상체나 하체 모두가 균형을 이루고 있으며, 띠를 매고 배가 들어가는 등 사실적으로 표현하였다. 양 어깨를 감싸고 있는 두꺼운 옷은 배부분에서 띠매듭을 지었고, 다리에는 간략한 몇 가닥의 옷주름을 나타내고 있다. 
앉은 자세는 오른발을 왼무릎에 올린 모양으로 발을 실감나게 표현하였다. 오른손은 가슴에 들어 엄지 손가락과 가운데 손가락을 맞대고 있으며, 왼손은 배에 들어 작은 수레바퀴 모양의 물건을 잡고 있다.
고려 후기의 불상양식을 충실히 반영하고 있는 이 보살상은 우아하고 세련된 당대 최고의 작품이다. 

## 같이 보기
- 선운사

## 참고 자료
- 고창 선운사 도솔암 금동지장보살좌상 - 국가유산청 국가유산포털